# Фридрих Кристиан (маркграф Бранденбург-Байрейта)
Фридрих Кристиан Бранденбург-Байрейтский (нем. Friedrich Christian von Brandenburg-Bayreuth; 17 июля 1708, Веферлинген — 20 января 1769, Байрейт) — маркграф княжества Байрейт. Генерал-лейтенант датской и прусской армий. Генерал-фельдцейгмейстер имперской армии. Младший брат королевы-консорт Дании и Норвегии Софии Магдалены Бранденбург-Кульмбахской.

## Биография
Фридрих Кристиан — сын маркграфа Кристиана Генриха Бранденбург-Кульмбахского и его супруги Софии Кристианы фон Вольфштейн (1667—1737), дочери графа Вольфштейна Альбрехта Фридриха (1644—1693). Фридрих Кристиан приходился дядей своему предшественнику Фридриху Бранденбург-Байрейтскому, не оставившему наследников, и братом — маркграфу Георгу Фридриху Карлу Бранденбург-Байрейтскому. Происходил из кульмбах-байрейтской ветви младшей линии франконских Гогенцоллернов.
Фридрих Кристиан отличался от других членов семьи. На момент смерти своего племянника он проживал в уединении в Вандсбеке под Гамбургом, состоя на службе в звании генерал-лейтенанта датской армии и не был готов принять на себя обязанности правителя Байрейта.
Вступив в свои права в Байрейте в 1763 году, Фридрих Кристиан попытался стабилизировать незавидное финансовое положение княжества и решительно сократил численность своего двора. Большинство художников, в том числе Карл фон Гонтард, отправились в Берлин ко двору прусского короля Фридриха II. Строительство дворцов и садов в Байрейте было прекращено, и Байрейт вновь погрузился в провинциальность.
Фридрих Кристиан умер, не оставив наследников мужского пола, в связи с чем княжество Байрейт отошло ансбахской династической ветви.
6 июня 1731 года Фридрих Кристиан был награждён королём Дании орденом Слона, а в марте 1763 года стал кавалером ордена Чёрного орла и ордена Белого орла.

## Потомки
Фридрих Кристиан женился на Виктории Шарлотте Ангальт-Бернбург-Шаумбург-Хоймской (1715—1792), дочери князя Виктора I Амадея Ангальт-Бернбург-Шаумбург-Хоймского. В этом браке родились:
- Кристиана София Шарлотта (1733—1757), замужем за Эрнстом Фридрихом III Саксен-Гильдбурггаузенским (1727—1780)
- София Магдалена (1737)